# Club Deportivo Huachipato
Huachipato (fullständigt namn Club Deportivo Huachipato) är en chilensk fotbollsklubb från staden Talcahuano i södra Chile. Klubben bildades den 7 juni 1947. Hemmamatcherna spelas på Estadio CAP och rymmer totalt 10 000 åskådare. Klubben har vunnit mästerskapstiteln i högsta serien 3 gånger(1974, 2012 och 2023)

## Nämnvärda spelare
| Chile - Luís Chavarría - Luis Eyzaguirre - Rodrigo Millar - Juan Francisco Viveros - Gonzalo Jara Argentina - Javier di Gregorio - Cristián Fernando Muñoz - Norbert Raffo - Mario Vener |  | Paraguay - Pablo Caballero - Omar Gomez O. Uruguay - Carlos Sintas USA - Jonathan Walker |